# Waldo L. Parra
Pour les articles homonymes, voir Parra (homonymie).
Œuvres principales
- Masones & Libertadores (2016)
- Masones & Libertadores II (2017)
- Masones & Libertadores III (2018)

Waldo Leonidas Parra Pizarro (né le 2 décembre 1965) est un avocat, docteur en droit, professeur universitaire et romancier chilien. Il est l'auteur du best-seller national Masones & Libertadores.
En 2016, il publie la première partie de la trilogie Masones & Libertadores (publiée par Planeta), suivie par la deuxième partie en 2017 et la troisième en 2018.
Depuis 2000, il est membre de l'Institut d'études historiques générales José Miguel Carrera et, depuis 2012, il est membre de la Société pour l'analyse évolutionnaire du droit.
Il est actuellement avocat auprès de la Cour d'appel d'San Miguel et professeur à l'Université du Chili ainsi qu'à l'Université Gabriela Mistral, où il enseigne le droit.

## Biographie
Waldo est né le 2 décembre 1965 à Santiago, au Chili.
À un jeune âge, lui et sa famille déménagent à Punta Arenas. Dans cette ville, Parra a étudié à l'école salésienne de San José.
Après son retour à Santiago, il étudie à l'école allemande de Santiago. Après avoir obtenu son diplôme, il commence à étudier le droit à l'Université pontificale catholique de Valparaíso. En 1996, il obtient un diplôme en sciences juridiques et sociales et, en 1997, il devient avocat. En 2003, il obtient un Master en droit économique à l'Université du Chili. En 2009, il obtient un Master en sciences juridiques et, en 2012, son doctorat en droit à l'Université pontificale catholique du Chili. En 2011, il est chercheur invité à l'Université de Californie, Santa Barbara, aux États-Unis.
Depuis 2012, il enseigne le droit à l'Université du Chili et, depuis 2017, à l'Université Gabriela Mistral. Depuis 2018, il est avocat auprès de la Cour d'appel de San Miguel.

### Carrière littéraire
En 2016, il publie le premier livre de la série Masones & Libertadores intitulé Masones & Libertadores - L'aube de la République (El amanecer de la República)
En 2017, il sort la deuxième partie intitulée Masones & Libertadores - Le secret de la loge (El secreto de la Logia), et en 2018, il publie la dernière partie intitulée Masones & Libertadores - L'héritage des héros (El legado de los Héroes).
Il participe à la Foire internationale du livre de Santiago (FILSA) en 2016 et 2017.
Ses livres sont disponibles dans les principales bibliothèques du Chili, ainsi qu'en format eBook.

### SérieMasones & Libertadores
- Masones & Libertadores - L'aube de la République (2016)
- Masones & Libertadores - Le secret de la Loge (2017)
- Masones & Libertadores - L'héritage des Héros (2018)